# Montpellier Hérault Sport Club 2018-2019 (femminile)
Questa voce raccoglie le informazioni riguardanti la squadra femminile del Montpellier Hérault Sport Club nelle competizioni ufficiali della stagione 2018-2019.

## Divise e sponsor
La grafica riproponeva l'abbinamento cromatico adottato dal Montpellier maschile. Main sponsor era groupe Marty, concessionario del marchio Renault Trucks, mentre quello della squadra maschile, Mutuelles du Soleil, rimane più modesto nelle dimensioni. Lo sponsor tecnico, fornitore delle tenute da gioco, era Nike.
| Casa | Trasferta |

## Organigramma societario
Area tecnica
- Allenatore: Jean-Louis Saez
- Vice allenatore: Eric Nicolas
- Preparatore dei portieri: Dominique Deplagne
- Preparatore atletico: Olivier Bernal
- Fisioterapista: Mélanie Gaudé

## Rosa
Rosa e numeri come da sito ufficiale, e dai siti UEFA e Footofeminin.fr, aggiornati al 29 luglio 2018.
| N. |                        | Ruolo | Calciatrice         |
| -- | ---------------------- | ----- | ------------------- |
| 1  | Stati Uniti (bandiera) | P     | Casey Murphy        |
| 4  | Francia (bandiera)     | D     | Marion Torrent      |
| 6  | Paesi Bassi (bandiera) | C     | Anouk Dekker        |
| 7  | Francia (bandiera)     | D     | Sakina Karchaoui    |
| 8  | Francia (bandiera)     | C     | Sandie Toletti      |
| 9  | Svezia (bandiera)      | A     | Stina Blackstenius  |
| 10 | Svezia (bandiera)      | A     | Sofia Jakobsson     |
| 11 | Danimarca (bandiera)   | C     | Katrine Veje        |
| 13 | Francia (bandiera)     | D     | Marion Romanelli    |
| 14 | Spagna (bandiera)      | C     | Virginia Torrecilla |
| 17 | Belgio (bandiera)      | A     | Janice Cayman       |

| N. |                    | Ruolo | Calciatrice               |
| -- | ------------------ | ----- | ------------------------- |
| 19 | Haiti (bandiera)   | A     | Nérilia Mondésir          |
| 20 | Francia (bandiera) | D     | Maëlle Lakrar             |
| 21 | Francia (bandiera) | A     | Valérie Gauvin            |
| 23 | Svezia (bandiera)  | D     | Linda Sembrant (capitano) |
| 26 | Francia (bandiera) | C     | Manon Uffren              |
| 27 | Austria (bandiera) | C     | Sarah Puntigam            |
| 29 | Francia (bandiera) | A     | Clarisse Le Bihan         |
| 30 | Francia (bandiera) | P     | Méline Gérard             |
| 33 | Francia (bandiera) | A     | Lisa Martinez             |
| 40 | Francia (bandiera) | P     | Lucie Esnault             |

## Calciomercato

### Sessione estiva
| Acquisti | Acquisti       | Acquisti            | Acquisti      |
| R.       | Nome           | da                  | Modalità      |
| -------- | -------------- | ------------------- | ------------- |
| P        | Lucie Esnault  | Soyaux              | definitivo    |
| D        | Maëlle Lakrar  | Olympique Marsiglia | definitivo    |
| C        | Sarah Puntigam | Friburgo            | definitivo    |
| A        | Lindsey Thomas | Bordeaux            | fine prestito |

| Cessioni | Cessioni              | Cessioni   | Cessioni      |
| R.       | Nome                  | a          | Modalità      |
| -------- | --------------------- | ---------- | ------------- |
| P        | Blandine Joly         | Fleury     | definitivo    |
| P        | Laëtitia Philippe     | Rodez      | definitivo    |
| D        | Laura Agard           | Fiorentina | definitivo    |
| D        | Morgane Nicoli        | Lilla      | in prestito   |
| D        | Morgane Nicoli        | Lilla      | definitivo    |
| A        | Marie-Charlotte Léger | Fleury     | in prestito   |
| A        | Lindsey Thomas        | Digione    | in prestito   |
| A        | Laëtitia Tonazzi      |            | fine carriera |

### Sessione invernale
| Acquisti | Acquisti          | Acquisti           | Acquisti   |
| R.       | Nome              | da                 | Modalità   |
| -------- | ----------------- | ------------------ | ---------- |
| D        | Easther Mayi Kith | Quebec Dynamo ARSQ | definitivo |
| A        | Marija Banusic    | Beijing BG Phoenix | definitivo |

| Cessioni | Cessioni           | Cessioni  | Cessioni   |
| R.       | Nome               | a         | Modalità   |
| -------- | ------------------ | --------- | ---------- |
| A        | Stina Blackstenius | Linköping | definitivo |
| A        | Katrine Veje       | Arsenal   | definitivo |

## Risultati

### Division 1

#### Girone di andata
| Arbitro: | Bartnik |

|  |           |            |
|  | Marcatori | 76’ Dekker |

| Arbitro: | Guillemin |

|  |           |             |
|  | Marcatori | 61’ Tarrieu |

| Arbitro: | Soriano |

|            |           |  |
| Corboz 31’ | Marcatori |  |

| Arbitro: | Maika Vanderstichel |

|  |           |                           |
|  | Marcatori | 16’ Bruun 33’, 58’ Katoto |

| Arbitro: | Barbin |

|            |           |                     |
| Clerac 83’ | Marcatori | 53’ (rig.) Le Bihan |

| Arbitro: | Beyer |

|                            |           |            |
| Le Sommer 44’ Fishlock 52’ | Marcatori | 72’ Gauvin |

| Arbitro: | Guillemin |

| |           |  |
| Blackstenius 4’, 14’, 26’, 50’, 85’ Karchaoui 13’ Torrecilla 21’ Cayman 36’ (rig.) Le Bihan 39’ Torrent 45’ Jakobsson 88’ | Marcatori |  |

| Arbitro: | Maubacq |

|             |           |                  |
| Tolmais 36’ | Marcatori | 24’ Blackstenius |

| Arbitro: | Bartnik |

|                                |           |  |
| Gauvin 39’ (rig.) Le Bihan 51’ | Marcatori |  |

| Arbitro: | Maubacq |

|                                                  |           |  |
| Le Bihan 39’, 57’, 67’ Cayman 54’ Champagnac 84’ | Marcatori |  |

| Arbitro: | Soriano |

|           |           |                                                          |
| Béché 67’ | Marcatori | 50’, 90+1’ Le Bihan 56’ Dekker 61’ Toletti 74’ Jakobsson |

#### Girone di ritorno
| Arbitro: | Guillemin |

|                                     |           |         |
| Toletti 33’ Le Bihan 65’ Cayman 80’ | Marcatori | 46’ Roy |

| Arbitro: | Beyer |

|                 |           |                         |
| Asseyi 11’, 29’ | Marcatori | 39’ Cayman 65’ Puntigam |

| Arbitro: | Di Benedetto |

|  |           |                                                                                   |
|  | Marcatori | 38’ Le Sommer 39’ (aut.) Torrent 55’ (rig.) Renard 62’ Ad. Hegerberg 86’ Marozsán |

| Arbitro: | Maubacq |

|                                |           |  |
| Cayman 45’ (rig.) Le Bihan 47’ | Marcatori |  |

| Arbitro: | Coppola |

|                                        |           |  |
| Wang 1’ Geyoro 6’ Katoto 20’ Nadim 88’ | Marcatori |  |

| Arbitro: | Maubacq |

|                                         |           |            |
| Torrent 5’ Cayman 10’, 35’ Le Bihan 12’ | Marcatori | 88’ Cuynet |

| Arbitro: | Maubacq |

|  |           |                                                                              |
|  | Marcatori | 21’ Cayman 29’, 33’ Jakobsson 47’ Le Bihan 63’ Torrent 67’ Gauvin 81’ Dekker |

| Arbitro: | Bartnik |

|            |           |  |
| Gauvin 72’ | Marcatori |  |

| Arbitro: | Soriano |

|                         |           |            |
| Lemaître 38’ Cazeau 80’ | Marcatori | 51’ Gauvin |

| Arbitro: | Collin |

|  |           |               |
|  | Marcatori | 72’ Jakobsson |

| Arbitro: | Beyer |

|                                       |           |                     |
| Gauvin 17’ Le Bihan 41’ Karchaoui 60’ | Marcatori | 58’ Diaz 62’ Nicoli |

### Coppa di Francia
| Arbitro: | Bartnik |

|  |           |           |
|  | Marcatori | 67’ Matéo |

## Statistiche

### Statistiche di squadra
| Competizione     | Punti | In casa | In casa | In casa | In casa | In casa | In casa | In trasferta | In trasferta | In trasferta | In trasferta | In trasferta | In trasferta | Totale | Totale | Totale | Totale | Totale | Totale | DR  |
| Competizione     | Punti | G       | V       | N       | P       | Gf      | Gs      | G            | V            | N            | P            | Gf           | Gs           | G      | V      | N      | P      | Gf     | Gs     | DR  |
| ---------------- | ----- | ------- | ------- | ------- | ------- | ------- | ------- | ------------ | ------------ | ------------ | ------------ | ------------ | ------------ | ------ | ------ | ------ | ------ | ------ | ------ | --- |
| Division 1       | 39    | 11      | 8       | 0       | 3       | 31      | 13      | 11           | 4            | 3            | 4            | 20           | 14           | 22     | 12     | 3      | 7      | 51     | 27     | +24 |
| Coppa di Francia | -     | 1       | 0       | 0       | 1       | 0       | 1       | -            | -            | -            | -            | -            | -            | 1      | 0      | 0      | 1      | 0      | 1      | -1  |
| Totale           | -     | 12      | 8       | 0       | 4       | 31      | 14      | 11           | 4            | 3            | 4            | 20           | 14           | 23     | 12     | 3      | 8      | 51     | 28     | +23 |

### Andamento in campionato
| Giornata  | 1 | 2 | 3 | 4  | 5  | 6  | 7 | 8 | 9 | 10 | 11 | 12 | 13 | 14 | 15 | 16 | 17 | 18 | 19 | 20 | 21 | 22 |
| --------- | - | - | - | -- | -- | -- | - | - | - | -- | -- | -- | -- | -- | -- | -- | -- | -- | -- | -- | -- | -- |
| Luogo     | T | C | T | C  | T  | T  | C | T | C | C  | T  | C  | T  | C  | C  | T  | C  | T  | C  | T  | T  | C  |
| Risultato | V | P | P | P  | N  | P  | V | N | V | V  | V  | V  | N  | P  | V  | P  | V  | V  | V  | P  | V  | V  |
| Posizione | 5 | 6 | 8 | 10 | 10 | 10 | 8 | 8 | 7 | 7  | 4  | 3  | 3  | 4  | 4  | 4  | 4  | 4  | 3  | 4  | 3  | 3  |

Legenda:

Luogo: C = Casa; T = Trasferta. Risultato: V = Vittoria; N = Pareggio; P = Sconfitta.

### Statistiche delle giocatrici
| Giocatore       | Division 1 | Division 1 | Division 1  | Division 1 | Coppa di Francia | Coppa di Francia | Coppa di Francia | Coppa di Francia | Totale   | Totale | Totale      | Totale     |
| Giocatore       | Presenze   | Reti       | Ammonizioni | Espulsioni | Presenze         | Reti             | Ammonizioni      | Espulsioni       | Presenze | Reti   | Ammonizioni | Espulsioni |
| --------------- | ---------- | ---------- | ----------- | ---------- | ---------------- | ---------------- | ---------------- | ---------------- | -------- | ------ | ----------- | ---------- |
| M. Banusic      | 3          | 0          | 0           | 0          | -                | -                | -                | -                | 3        | 0      | 0           | 0          |
| I. Belloumou    | -          | -          | -           | -          | -                | -                | -                | -                | -        | -      | -           | -          |
| S. Blackstenius | 12         | 6          | 0           | 0          | 1                | 0                | 0                | 0                | 13       | 6      | 0           | 0          |
| D. Bourma       | 2          | 0          | 1           | 0          | -                | -                | -                | -                | 2        | 0      | 1           | 0          |
| J. Cayman       | 22         | 8          | 1           | 0          | 1                | 0                | 0                | 0                | 23       | 8      | 1           | 0          |
| S. Champagnac   | 3          | 1          | 1           | 0          | -                | -                | -                | -                | 3        | 1      | 1           | 0          |
| A. Dekker       | 20         | 3          | 4           | 0          | 1                | 0                | 0                | 0                | 21       | 3      | 4           | 0          |
| L. Esnault      | -          | -          | -           | -          | -                | -                | -                | -                | -        | -      | -           | -          |
| V. Gauvin       | 15         | 6          | 0           | 0          | 1                | 0                | 0                | 0                | 16       | 6      | 0           | 0          |
| M. Gérard       | 0          | 0          | 0           | 0          | -                | -                | -                | -                | 0        | 0      | 0           | 0          |
| S. Jakobsson    | 22         | 5          | 0           | 0          | 1                | 0                | 0                | 0                | 23       | 5      | 0           | 0          |
| S. Karchaoui    | 22         | 2          | 0           | 0          | -                | -                | -                | -                | 22       | 2      | 0           | 0          |
| M. Lakrar       | 15         | 0          | 1           | 0          | 1                | 0                | 0                | 0                | 16       | 0      | 1           | 0          |
| C. Le Bihan     | 22         | 13         | 0           | 0          | 1                | 0                | 0                | 0                | 23       | 13     | 0           | 0          |
| L. Martinez     | 3          | 0          | 0           | 0          | 0                | 0                | 0                | 0                | 3        | 0      | 0           | 0          |
| C. Marty        | 0          | 0          | 0           | 0          | -                | -                | -                | -                | 0        | 0      | 0           | 0          |
| E. Mayi Kith    | 1          | 0          | 0           | 0          | -                | -                | -                | -                | 1        | 0      | 0           | 0          |
| N. Mondésir     | 4          | 1          | 0           | 0          | 1                | 0                | 0                | 0                | 5        | 1      | 0           | 0          |
| C. Murphy       | 22         | 0          | 0           | 0          | 1                | 0                | 0                | 0                | 23       | 0      | 0           | 0          |
| S. Puntigam     | 17         | 1          | 4           | 0          | -                | -                | -                | -                | 17       | 1      | 4           | 0          |
| M. Romanelli    | 8          | 0          | 0           | 0          | 0                | 0                | 0                | 0                | 8        | 0      | 0           | 0          |
| L. Sembrant     | 18         | 0          | 1           | 0          | 1                | 0                | 0                | 0                | 19       | 0      | 1           | 0          |
| S. Toletti      | 17         | 2          | 4           | 0          | 1                | 0                | 0                | 0                | 18       | 2      | 4           | 0          |
| V. Torrecilla   | 17         | 1          | 5           | 0          | 1                | 0                | 0                | 0                | 18       | 1      | 5           | 0          |
| M. Torrent      | 22         | 3          | 1           | 0          | 1                | 0                | 0                | 0                | 23       | 3      | 1           | 0          |
| M. Uffren       | -          | -          | -           | -          | -                | -                | -                | -                | -        | -      | -           | -          |
| S. Vie          | 0          | 0          | 0           | 0          | 0                | 0                | 0                | 0                | 0        | 0      | 0           | 0          |